# Chủ tịch Chính phủ Nhân dân Khu tự trị Tây Tạng
Chủ tịch Chính phủ Nhân dân Khu tự trị Tây Tạng (Tiếng Trung Quốc: 西藏自治区人民政府主席, Bính âm Hán ngữ: Xī Zàng Zìzhìqū Rénmín Zhèngfǔ Zhǔxí, Từ Hán - Việt: Tây Tạng tự trị Khu Nhân dân Chính phủ Chủ tịch) được bầu cử bởi Đại hội Đại biểu Nhân dân Khu tự trị Tây Tạng, lãnh đạo bởi thành viên của Đảng Cộng sản Trung Quốc. Cán bộ, công chức lãnh đạo, là Chủ tịch Chính phủ Nhân dân Khu tự trị Khu tự trị Tây Tạng có cấp bậc Chính Tỉnh - Bộ, hàm Bộ trưởng, thường là Ủy viên Ủy ban Trung ương Đảng Cộng sản Trung Quốc các khóa, chức vụ tên gọi khác của Tỉnh trưởng Chính phủ Nhân dân. Chủ tịch Chính phủ Nhân dân Khu tự trị là lãnh đạo thứ hai của Khu tự trị, đứng sau Bí thư Khu ủy. Chủ tịch Chính phủ Nhân dân Khu tự trị Khu tự trị Tây Tạng đồng thời là Phó Bí thư Khu ủy Khu tự trị Tây Tạng.
Trong lịch sử Cộng hòa Nhân dân Trung Hoa, chức vụ Chủ tịch Chính phủ Nhân dân Khu tự trị Tây Tạng có các tên gọi là Chủ nhiệm Ủy ban trù bị Khu tự trị Tây Tạng (1956 - 1965), Chủ tịch Ủy ban Nhân dân tỉnh Khu tự trị Tây Tạng (1965 - 1968), Chủ tịch Chính phủ Nhân dân Khu tự trị Tây Tạng (1958 - 1968), Chủ nhiệm Ủy ban Cách mạng Khu tự trị Tây Tạng (1968 - 1979), và là Chủ tịch Chính phủ Nhân dân Khu tự trị Tây Tạng (1979 đến nay). Tất cả các tên gọi này dù khác nhau nhưng cùng có ý nghĩa là Thủ trưởng Hành chính Khu tự trị Tây Tạng, tức nghĩa tương ứng với Tỉnh trưởng Chính phủ Nhân dân.
Chủ tịch Chính phủ Nhân dân Khu tự trị Tây Tạng hiện tại là Che Dalha.

## Lịch sử

### Tây Tạng tự trị

Tenzin Gyatso và Choekyi Gyaltsen đến Bắc Kinh thương thuyết hòa bình Tây Tạng năm 1954. Từ trái qua Choekyi Gyaltsen, Mao Trạch Đông và Tenzin Gyatso.

Từ 1912 đến 1950, khu vực Khu tự trị Tây Tạng hiện nay (bao gồm Ü-Tsang và miền tây Kham) được Đạt Lai Lạt Ma lãnh đạo, với Chính phủ Tây Tạng. Năm 1950, Quân Giải phóng Nhân dân Trung Quốc tiến vào khu vực Qamdo của Tây Tạng, nhận ít kháng cự. Năm 1951, dưới sức ép của Quân Giải phóng Nhân dân Trung Quốc, Kashag (Chính phủ Tây Tạng) đã ký Hiệp nghị giữa Chính phủ Nhân dân Trung ương và Chính phủ Tây Tạng về Biện pháp giải phóng hòa bình Tây Tạng, xác nhận chủ quyền của Trung Quốc tại Tây Tạng. Hiệp ước gồm 17 điều, được phê chuẩn tại Lhasa ít tháng sau đó. Thỏa thuận có một số điều trọng yếu như:
Điều 1: "Người dân Tây Tạng sẽ trở lại với gia đình của Tổ quốc Cộng hòa Nhân dân Trung Hoa."
Điều 3: "Người Tây Tạng có quyền tự trị dưới sự lãnh đạo thống nhất của Chính phủ Trung ương Trung Quốc."
Điều 15: "Thành lập Ủy ban Quân sự và Ủy ban Hành chính khu vực ở Tây Tạng."
Theo bản thỏa thuận, mục tiêu của Trung Quốc là đưa Tây Tạng trở thành một đơn vị hành chính. Năm 1955, Ủy ban trù bị Khu tự trị Tây Tạng được thành lập, để xúc tiến thành lập một hệ thống về hành chính theo đường lối cộng sản dưới mô hình Xô viết. Ủy ban tồn tại trong giai đoạn 1955 – 1965 với ba Chủ nhiệm là Tenzin Gyatso Chủ nhiệm trên danh nghĩa giai đoạn 1956 – 1964, Choekyi Gyaltsen Quyền Chủ nhiệm giai đoạn 1959 – 1964 và Ngapoi Ngawang Jigme (1964 – 1965). Trong đó đều là người Tạng.
Tenzin Gyatso (chữ Tạng: བསྟན་འཛིན་རྒྱ་མཚོ་) (1935) là Đạt-lai Lạt-ma thứ 14. Đạt-lai Lạt-ma được người Tạng xem là hiện thân của Quán Thế Âm, là danh hiệu của nhà lãnh đạo tinh thần Phật giáo Tây Tạng thuộc trường phái Cách-lỗ. Ông là lãnh đạo tinh thần Tây Tạng thập niên 1950, được đề nghị làm Chủ nhiệm Ủy ban trù bị, Phó Ủy viên trưởng Ủy ban Thường vụ Đại hội Đại biểu Nhân dân. Năm 1959, ông cùng 80.000 người dân Tây Tạng vượt qua dãy Hymalaya đến tị nạn tại, Drahamsala miền Bắc Ấn Độ, phản đối Hiệp định, ban hành Hiến pháp dân chủ, dựa trên Tuyên ngôn Quốc tế Nhân quyền và Hiến chương Liên Hợp Quốc. Từ năm 1959 đến nay, ông đi khắp nơi trên thế giới, liên tục cố gắng kêu gọi tách và độc lập Tây Tạng. Ông được Ủy ban Nobel Na Uy trao tặng Giải thưởng Nobel Hòa bình năm 1989. Ông nói:
| “                                                           | Giải thưởng đã tái xác nhận một lần nữa lòng quyết tâm của chúng tôi rằng chân lý, lòng dũng cảm và quyết tâm của chúng tôi như là những vũ khí, Tây Tạng sẽ được tự do. Cuộc đấu tranh của chúng tôi vẫn phải theo đuổi đường hướng bất bạo động và loại bỏ hận thù. (The prize reaffirms our conviction that with truth, courage and determination as our weapons, Tibet will be liberated. Our struggle must remain nonviolent and free of hatred.) | ” |
| — Phát biểu của Tenzin Gyatso khi nhận Giải Nobel Hòa bình. | |   |

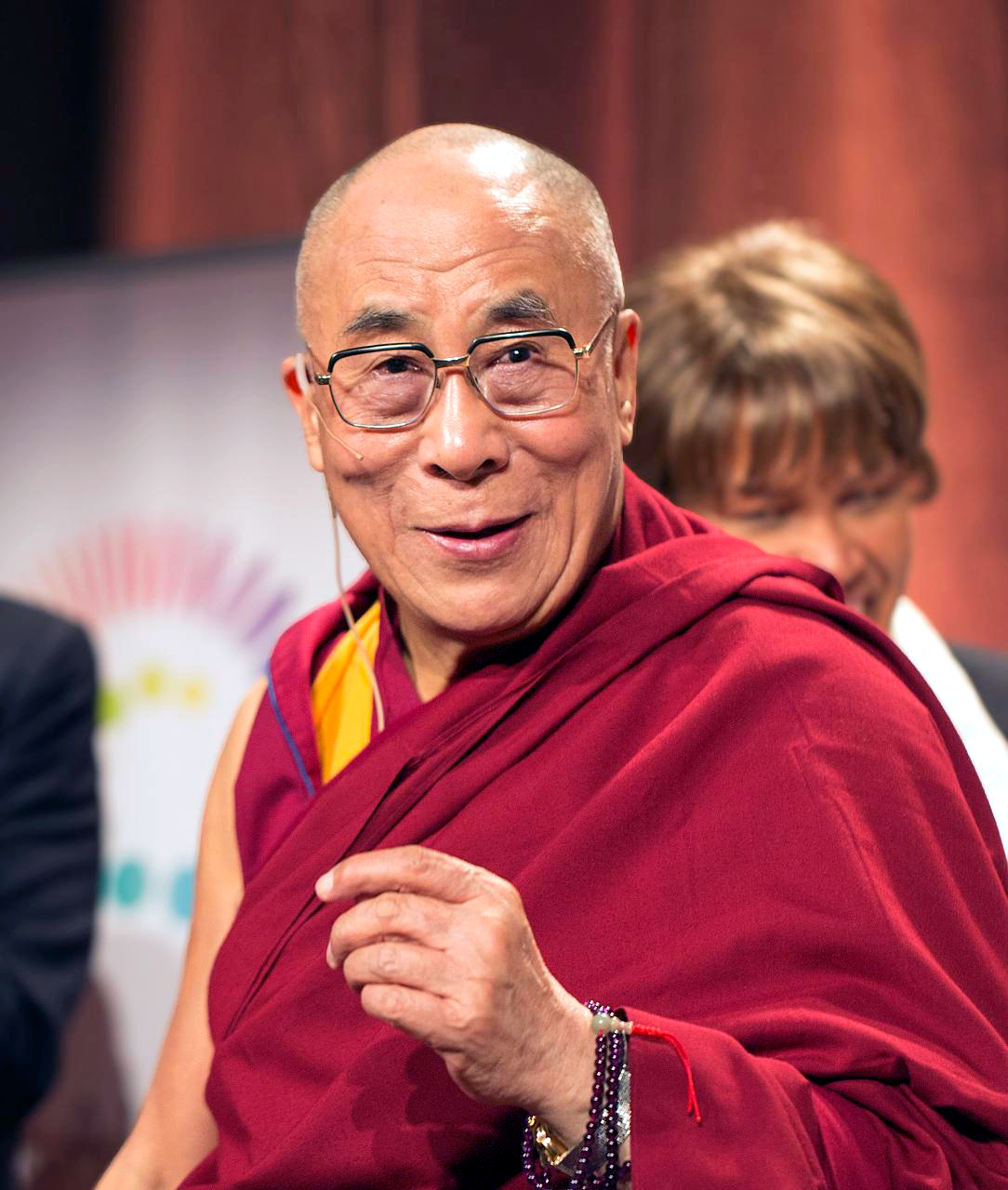
Tenzin Gyatso (1935), Đạt-lai Lạt-ma thứ 14, Lãnh đạo tinh thần người Tạng.

Trong thời kì Đại nhảy vọt 1958 – 1962, đã có khoảng 200.000 đến một triệu người Tây Tạng chết và khoảng sáu nghìn chùa chiền bị phá hủy tại vùng đất này. Năm 1959, Nổi dậy Tây Tạng 1959 nổ ra, uớc tính có khoảng 89.000 người chết trong cuộc nổi dậy. Trong thời gian đó, Tổng lý Chu Ân Lai đã ban hành sắc lệnh tuyên bố giải thể Kashag và tăng cường hoạt động của Ủy ban trù bị. Choekyi Gyaltsen (1938 – 1989) được bổ nhiệm làm Quyền Chủ nhiệm Ủy ban trù bị, kiêm Phó Ủy viên trưởng Ủy ban Thường vụ Đại hội Đại biểu Nhân dân, Tenzin Gyatso là Chủ nhiệm danh nghĩa.

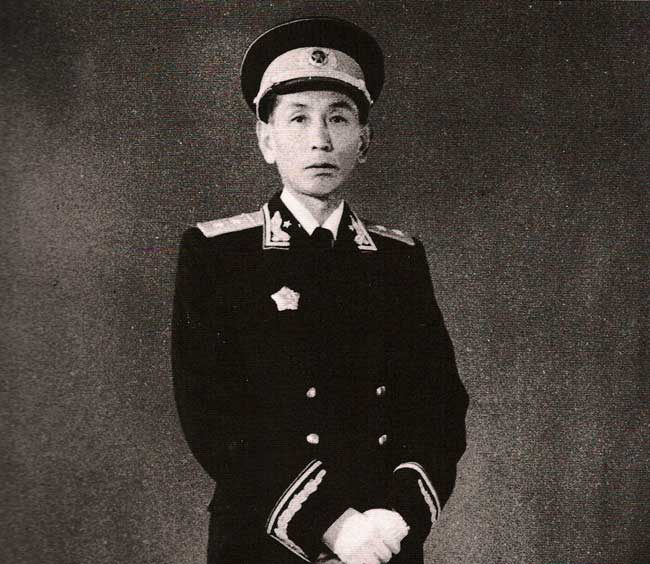
Trung tướng Ngapoi Ngawang Jigme (1910 – 2009), Lãnh đạo hành chính Tây Tạng nhiều thời kỳ.

Choekyi Gyaltsen (chữ Tạng: བློ་བཟང་འཕྲིན་ལས་ལྷུན་གྲུབ་ཆོས་ཀྱི་རྒྱལ་མཚན་) là Ban-thiền Lạt-ma thứ 10. Ban-thiền Lạt-ma được người Tạng xem là hiện thân của A-di-đà, lãnh đạo tỉnh thần thứ hai xếp sau Đạt-lai Lạt-ma. Những năm đầu là Chủ nhiệm, ông tuân thủ Trung ương Trung Quốc. Đến năm 1964, tại Lễ hội cầu nguyện Monlam, ông bất ngờ kêu gọi quyền độc lập và tách rời Tây Tạng, ủng hộ và ca ngợi Tenzin Gyatso. Sau đó, ông bị đưa về Bắc Kinh, cách chức và giam lỏng cho đến khi qua đời năm 1989. Kế nhiệm Choekyi Gyaltsen là Ngapoi Ngawang Jigme. Ngapoi Ngawang Jigme (chữ Tạng: ང་ཕོད་ངག་དབང་འཇིགས་མེད) (1910 – 2009), Trung tướng Quân giải phóng Nhân dân Trung Quốc, là hậu duệ hoàng tộc Tây Tạng. Ông từng là Phó Ủy viên trưởng Ủy ban Thường vụ Đại hội Đại biểu Nhân dân Toàn quốc, Phó Chủ tịch Ủy ban Toàn quốc Hội nghị Hiệp thương Chính trị Nhân dân Trung Quốc, Lãnh đạo cấp Phó Quốc gia, cao nhất từng có của người Tạng.
Năm 1965, Khu tự trị Tây Tạng chính thức được thành lập và Ủy ban Nhân dân Khu tự trị Tây Tạng là cơ quan hành chính. Ngapoi Ngawang Jigme tiếp tục công tác, được bổ nhiệm làm Chủ nhiệm, giai đoạn 1965 – 1968. Năm 1968, Ủy ban Nhân dân giải thể, Ủy ban Cách mạng được thành lập. Từ 1968 đến 1979, Tây Tạng có hai Chủ nhiệm, lãnh đạo hành chính kiêm Bí thư Khu ủy là Thiếu tướng Tằng Ung Nhã (曾雍雅) (1968 – 1970) và Thiếu tướng Nhâm Vinh (任荣) (1970 – 1979) cả hai đều là người Hán.

### Từ 1979
Năm 1979, Chính phủ Nhân dân Khu tự trị Tây Tạng được thành lập. Phương hướng của Tây Tạng được xác định rõ ràng. Chính phủ Nhân dân được lãnh đạo bởi Chủ tịch, người Tạng, phụ trách quản lý hành chính, phát triển kinh tế – xã hội khu vực, vị trí thứ hai. Lãnh đạo cao nhất khu là Bí thư Khu ủy, chỉ đạo đường lối, phương hướng chung của Tây Tạng, thường là người Hán. Tây Tạng giai đoạn 1979 – 2020 có 10 Chủ tịch Chính phủ Nhân dân Khu tự trị Tây Tạng, là Sanggyai Yexe (1979 – 1981), Ngapoi Ngawang Jigme quay trở về công tác (1981 – 1983), Doje Cedain (1983 – 1985), Doje Cering (1985 – 1990), Gyaincain Norbu (1990 – 1998), Legqog (1998 – 2003), Qiangba Puncog (2003 – 2010),Padma Choling (2010 – 2013), Losang Jamcan (2013 – 2017), Che Dalha (2017 – nay).

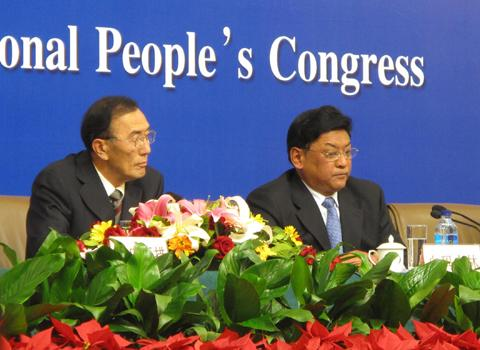
Losang Jamcan (1957) và Padma Choling (1952) tại Đại hội đại biểu Nhân dân toàn quốc.

Năm 2020, Che Dalha và Losang Jamcan là Ủy viên Ủy ban Trung ương Đảng Cộng sản Trung Quốc khóa XIX, thứ tự là Chủ tịch Tây Tạng và Chủ nhiệm Nhân Đại Tây Tạng. Ở Khu tự trị Tây Tạng, có điểm khác về lãnh đạo. Chức vụ Chủ tịch Nhân Đại không được kiêm bởi Bí thư Khu ủy, mà bởi một người Tạng khác, thường là Chủ tịch giữ sau khi rời khỏi chức vụ Chủ tịch Chính phủ Nhân dân Khu tự trị Tây Tạng. Các Chủ tịch Chính phủ Nhân dân Khu tự trị Tây Tạng còn có thêm nhiệm vụ giải quyết các cuộc nổi dậy ở Tây Tạng. Có thể kể đến Bạo động năm 2008 tại Tây Tạng, bắt đầu bằng việc các nhà sư kêu gọi thả nhà sư đang bị giam giữ tháng 10 năm 2007, dịp kỷ niệm Tenzin Gyatso nhận Huy chương Vàng của Quốc hội Hoa Kỳ vào ngày 27 tháng 9 năm 2007, khiến tình hình Tây Tạng thiếu ổn định.
Năm 2018, Tây Tạng là đơn vị hành chính đông thứ ba mươi hai về số dân, xếp hạng cuối về kinh tế Trung Quốc với ba triệu dân, tương đương với Bosna và Hercegovina và GDP danh nghĩa đạt 147,9 tỉ nhân dân tệ (22,3 tỉ USD) tương ứng với Trinidad và Tobago. Tây Tạng có chỉ số GDP đầu người đứng thứ hai mươi sáu, đạt 43.397 NDT (tương ứng 6.558 USD), vị trí thấp trong các đơn vị hành chính.

## Danh sách Chủ tịch Chính phủ Nhân dân Khu tự trị Tây Tạng
Từ năm 1949 tính đến hiện tại, Chính phủ Nhân dân Khu tự trị Tây Tạng có 13 Chủ tịch Chính phủ Nhân dân.
| STT                                                          | Tên                                                       | Quê quán                                                  | Sinh năm                                                  | Dân tộc                                                   | Nhiệm kỳ                                                  | Chức vụ về sau (gồm hiện) quan trọng | Chức vụ trước, tình trạng                                        |
| Chủ nhiệm Ủy ban trù bị Khu tự trị Tây Tạng (1956 - 1965)    | Chủ nhiệm Ủy ban trù bị Khu tự trị Tây Tạng (1956 - 1965) | Chủ nhiệm Ủy ban trù bị Khu tự trị Tây Tạng (1956 - 1965) | Chủ nhiệm Ủy ban trù bị Khu tự trị Tây Tạng (1956 - 1965) | Chủ nhiệm Ủy ban trù bị Khu tự trị Tây Tạng (1956 - 1965) | Chủ nhiệm Ủy ban trù bị Khu tự trị Tây Tạng (1956 - 1965) | Chủ nhiệm Ủy ban trù bị Khu tự trị Tây Tạng (1956 - 1965) | Chủ nhiệm Ủy ban trù bị Khu tự trị Tây Tạng (1956 - 1965)        |
| ------------------------------------------------------------ | --------------------------------------------------------- | --------------------------------------------------------- | --------------------------------------------------------- | --------------------------------------------------------- | --------------------------------------------------------- | --- | ---------------------------------------------------------------- |
| 0A                                                           | Tenzin Gyatso                                             | Amdo Tây Tạng                                             | 1935                                                      | Người Tạng                                                | 04/1956 - 12/1964                                         | Đạt-lai Lạt-ma thứ 14. | Lưu vong tại Dharamsala cùng người Tạng.                         |
| 0B                                                           | Choekyi Gyaltsen                                          | Tuần Hóa Thanh Hải                                        | 1938 - 1989                                               | Người Tạng                                                | 03/1959 - 12/1964                                         | Ban-thiền Lạt-ma thứ 10, Quyền Chủ nhiệm Ủy ban trù bị Khu tự trị Tây Tạng. | Qua đời năm 1989 ở Lhasa.                                        |
| 1                                                            | Ngapoi Ngawang Jigme                                      | Lhasa, Tây Tạng                                           | 1910 - 2009                                               | Người Tạng                                                | 12/1964 - 09/1965                                         | Trung tướng Giải phóng quân Nhân dân Trung Quốc. | Qua đời năm 2009 tại Bắc Kinh.                                   |
| Chủ nhiệm Ủy ban Nhân dân Khu tự trị Tây Tạng (1965 - 1968)  |                                                           |                                                           |                                                           |                                                           |                                                           | |                                                                  |
| 1                                                            | Ngapoi Ngawang Jigme                                      | Lhasa, Tây Tạng                                           | 1910 - 2009                                               | Người Tạng                                                | 09/1965 - 09/1968                                         | Trung tướng Giải phóng quân Nhân dân Trung Quốc. | Qua đời năm 2009 tại Bắc Kinh.                                   |
| Chủ nhiệm Ủy ban Cách mạng Khu tự trị Tây Tạng (1968 - 1979) |                                                           |                                                           |                                                           |                                                           |                                                           | |                                                                  |
| 2                                                            | Tằng Ung Nhã                                              | Vu Đô Giang Tây                                           | 1917 - 1995                                               | Người Hán                                                 | 09/1968 - 11/1970                                         | Thiếu tướng Giải phóng quân Nhân dân Trung Quốc, Nguyên Bí thư Khu ủy Khu tự trị Tây Tạng, Nguyên Tư lệnh Quân khu Tây Tạng. | Qua đời năm 1995.                                                |
| 3                                                            | Nhâm Vinh                                                 | Thương Khê Tứ Xuyên                                       | 1917 - 2017                                               | Người Hán                                                 | 11/1970 - 08/1979                                         | Thiếu tướng Giải phóng quân Nhân dân Trung Quốc, Nguyên Bí thư Khu ủy Khu tự trị Tây Tạng. | Qua đời năm 2017 tại Vũ Hán.                                     |
| Chủ tịch Chính phủ Nhân dân Khu tự trị Tây Tạng (1979 - nay) |                                                           |                                                           |                                                           |                                                           |                                                           | |                                                                  |
| 4                                                            | Sanggyai Yexe                                             | Barkam Tứ Xuyên                                           | 1917 - 2008                                               | Người Tạng                                                | 08/1979 - 04/1981                                         | Nguyên Ủy viên Ủy ban Cố vấn Trung ương Đảng Cộng sản Trung Quốc. | Qua đời năm 2008.                                                |
| 5                                                            | Ngapoi Ngawang Jigme                                      | Lhasa, Tây Tạng                                           | 1910 - 2009                                               | Người Tạng                                                | 04/1981 - 02/1983                                         | Trung tướng Giải phóng quân Nhân dân Trung Quốc, Nguyên Chủ nhiệm Ủy ban Thường vụ Đại hội Đại biểu Nhân dân Khu tự trị Tây Tạng, Nguyên Phó Ủy viên trưởng Ủy ban Thường vụ Đại hội Đại biểu Nhân dân Toàn quốc, Nguyên Phó Chủ tịch Ủy ban Toàn quốc Hội nghị Hiệp thương Chính trị Nhân dân Trung Quốc. | Lãnh đạo cấp Phó Quốc gia. Qua đời năm 2009 tại Bắc Kinh.        |
| 6                                                            | Doje Cedain                                               | Tây Ninh, Thanh Hải                                       | 1926 - 2013                                               | Người Tạng                                                | 02/1983 - 1985                                            | Nguyên Ủy viên Ủy ban Thường vụ Đại hội Đại biểu Nhân dân Toàn quốc Cộng hòa Nhân dân Trung Hoa. | Qua đời năm 2013 tại Bắc Kinh.                                   |
| 7                                                            | Doje Cering                                               | Hạ Hà Cam Túc                                             | 1939                                                      | Người Tạng                                                | 1985 - 1990                                               | Nguyên Bộ trưởng Bộ Dân chính Trung Quốc, Nguyên Chủ nhiệm Ủy ban Dân tộc Nhân Đại. | Trước đó là Phó Chủ tịch Chính phủ Nhân dân Khu tự trị Tây Tạng. |
| 8                                                            | Gyaincain Norbu                                           | Ba Đường Tứ Xuyên                                         | 1932                                                      | Người Tạng                                                | 1990 - 1998                                               | Nguyên Ủy viên Ủy ban Thường vụ Đại hội Đại biểu Nhân dân Toàn quốc Cộng hòa Nhân dân Trung Hoa. | Trước đó là Phó Bí thư Khu ủy Khu tự trị Tây Tạng.               |
| 9                                                            | Legqog                                                    | Giang Tư Tây Tạng                                         | 1944                                                      | Người Tạng                                                | 05/1998 - 04/2003                                         | Nguyên Chủ nhiệm Ủy ban Thường vụ Đại hội Đại biểu Nhân dân Khu tự trị Tây Tạng. | Trước đó là Phó Chủ tịch Chính phủ Nhân dân Khu tự trị Tây Tạng. |
| 10                                                           | Qiangba Puncog                                            | Xương Đô Tây Tạng                                         | 1947                                                      | Người Tạng                                                | 04/2003 - 01/2010                                         | Nguyên Phó Ủy viên trưởng Ủy ban Thường vụ Đại hội Đại biểu Nhân dân Toàn quốc. Nguyên Chủ nhiệm Ủy ban Thường vụ Đại hội Đại biểu Nhân dân Khu tự trị Tây Tạng. | Trước đó là Bí thư Thành ủy Lhasa.                               |
| 11                                                           | Padma Choling                                             | Qamdo Tây Tạng                                            | 1952                                                      | Người Tạng                                                | 01/2010 - 01/2013                                         | Phó Ủy viên trưởng Ủy ban Thường vụ Đại hội Đại biểu Nhân dân Toàn quốc. Nguyên Chủ nhiệm Ủy ban Thường vụ Đại hội Đại biểu Nhân dân Khu tự trị Tây Tạng. | Trước đó là Phó Chủ tịch Chính phủ Nhân dân Khu tự trị Tây Tạng. |
| 12                                                           | Losang Jamcan                                             | Zhag'yab, Tây Tạng                                        | 1957                                                      | Người Tạng                                                | 01/2013 - 01/2017                                         | Ủy viên Ủy ban Trung ương Đảng Cộng sản Trung Quốc khóa XIX, Chủ nhiệm Ủy ban Thường vụ Đại hội Đại biểu Nhân dân Khu tự trị Tây Tạng. | Trước đó là Phó Bí thư Khu ủy Khu tự trị Tây Tạng.               |
| 13                                                           | Che Dalha                                                 | Shangri-La Vân Nam.                                       | 1958                                                      | Người Tạng                                                | 01/2017 -                                                 | Ủy viên Ủy ban Trung ương Đảng Cộng sản Trung Quốc khóa XIX, Phó Bí thư Khu ủy Khu tự trị Tây Tạng, Chủ tịch Chính phủ Nhân dân Khu tự trị Tây Tạng. | Trước đó là Bí thư Thành ủy Lhasa.                               |

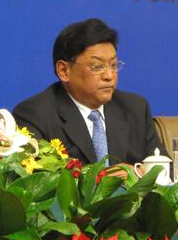
Padma Choling (1952), Phó Ủy viên trưởng Ủy ban Thường vụ Đại hội Đại biểu Nhân dân Toàn quốc, Chủ tịch Chính phủ Nhân dân Khu tự trị Tây Tạng (2010 - 2013).
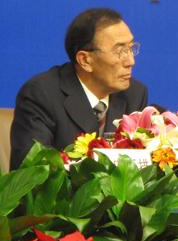
Qiangba Puncog (1947), nguyên Phó Ủy viên trưởng Ủy ban Thường vụ Đại hội Đại biểu Nhân dân Toàn quốc, Chủ tịch Chính phủ Nhân dân Khu tự trị Tây Tạng (2003 - 2010).
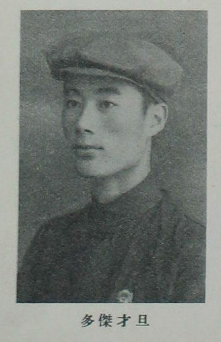
Doje Cedain (1926 - 2013), Chủ tịch Chính phủ Nhân dân Khu tự trị Tây Tạng (1983 - 1985).
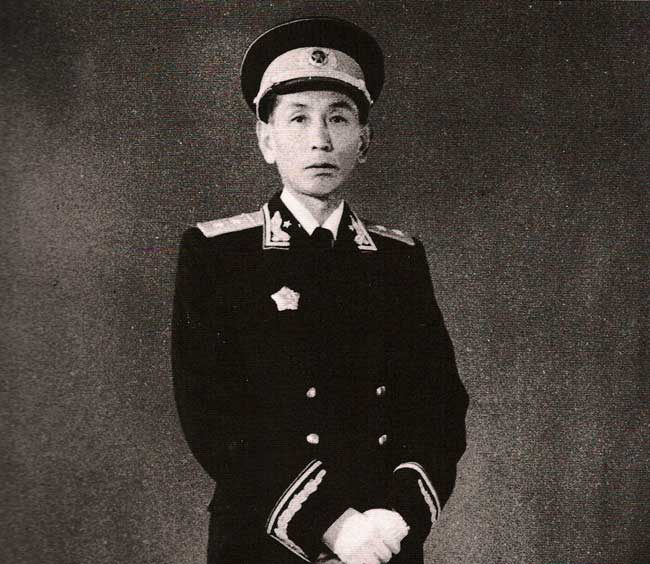
Ngapoi Ngawang Jigme (1910 - 2009), Chủ tịch Chính phủ Nhân dân Khu tự trị Tây Tạng (1981 - 1983).
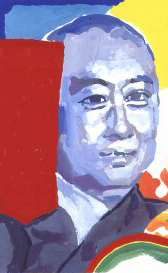
Choekyi Gyaltsen (1938 - 1989), Ban-thiền Lạt-ma thứ 10, Quyền Chủ nhiệm Ủy ban trù bị Khu tự trị Tây Tạng (1959 - 1954).
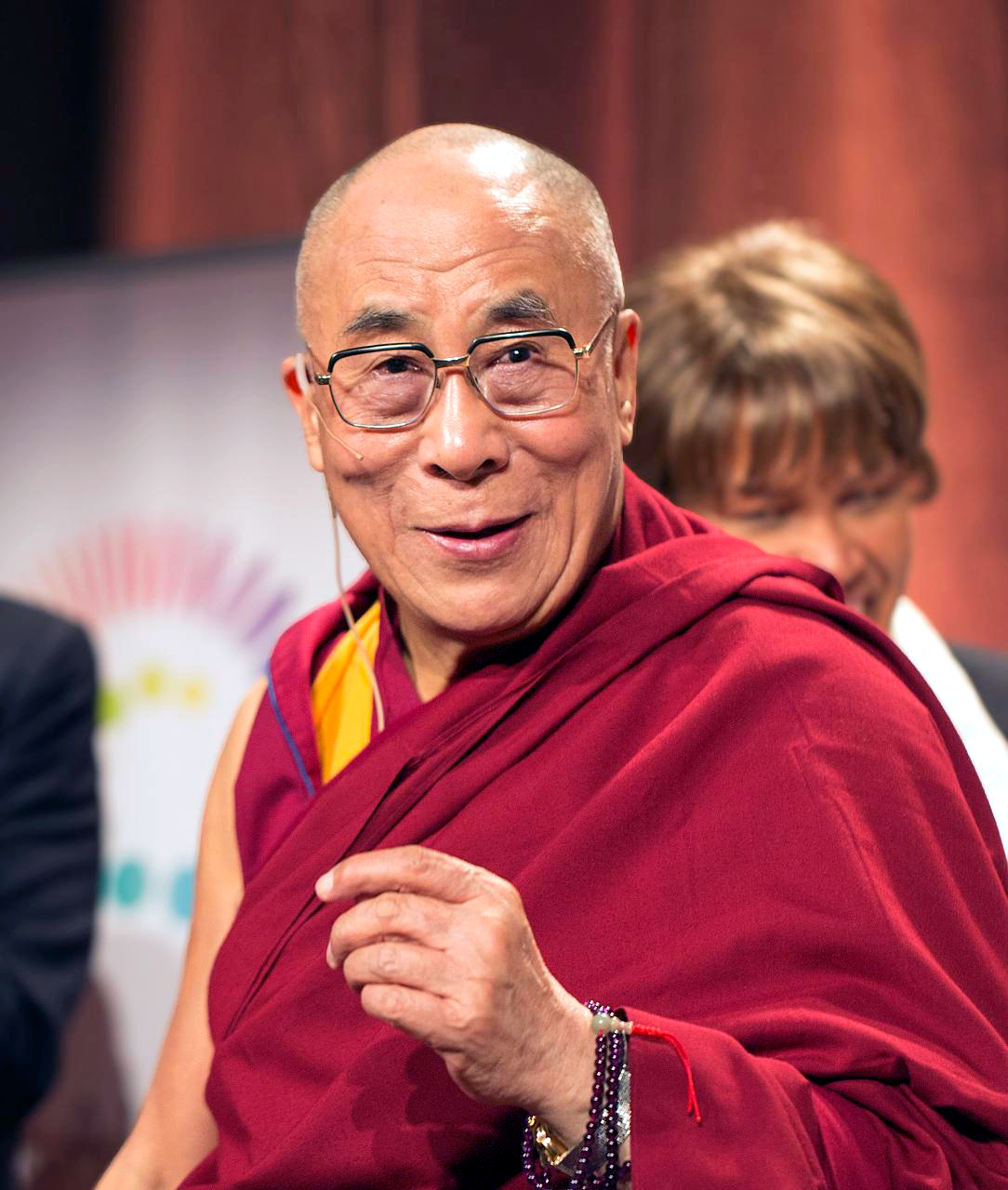
Tenzin Gyatso (1935), Đạt-lai Lạt-ma thứ 14, Chủ nhiệm Ủy ban trù bị Khu tự trị Tây Tạng (1956 - 1964).

## Tên gọi khác của chức vụ Chủ tịch Chính phủ Nhân dân Khu tự trị Tây Tạng

Tên Tây Tạng tiếng Tạng.

#### Chủ nhiệm Ủy ban trù bị Khu tự trị Tây Tạng(1956 - 1965)
- Tenzin Gyatso, Chủ nhiệm Ủy ban trù bị Khu tự trị Tây Tạng (1956 - 1964).
- Choekyi Gyaltsen, Quyền Chủ nhiệm Ủy ban trù bị Khu tự trị Tây Tạng (1959 - 1964).
- Ngapoi Ngawang Jigme, Chủ nhiệm Ủy ban trù bị Khu tự trị Tây Tạng (1964 - 1965).

#### Chủ tịch Ủy ban Nhân dân Khu tự trị Tây Tạng (1958 - 1968)
- Ngapoi Ngawang Jigme

#### Chủ nhiệm Ủy ban Cách mạng Khu tự trị Tây Tạng (1968 - 1979)
- Tằng Ung Nhã, nguyên Chủ nhiệm Ủy ban Cách mạng Khu tự trị Tây Tạng (1968 - 1970).
- Nhâm Vinh, nguyên Chủ nhiệm Ủy ban Cách mạng Khu tự trị Tây Tạng (1970 - 1979).

## Các lãnh đạo cao cấp Trung Quốc từng là Thủ trưởng hành chính Khu tự trị Tây Tạng

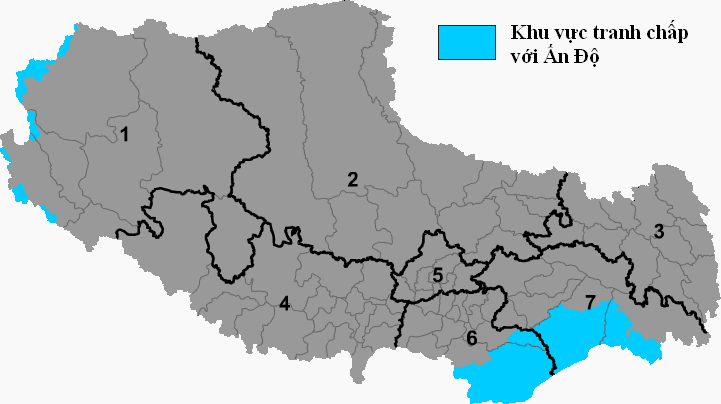
Bản đồ Khu tự trị Tây Tạng

Trong quãng thời gian từ năm 1956 đến nay, Chính phủ Nhân dân Khu tự trị Tây Tạng với Ngapoi Ngawang Jigme là thủ trưởng hành chính cao cấp nhất từng có, lãnh đạo hành chính Khu tự trị Tây Tạng từ năm 1960 đến năm 1968.
- Ngapoi Ngawang Jigme (1910 - 2009), Trung tướng Giải phóng quân Nhân dân Trung Quốc, Chủ nhiệm Ủy ban Thường vụ Đại hội Đại biểu Nhân dân Khu tự trị Tây Tạng, Phó Ủy viên trưởng Ủy ban Thường vụ Đại hội Đại biểu Nhân dân Toàn quốc, Phó Chủ tịch Ủy ban Toàn quốc Hội nghị Hiệp thương Chính trị Nhân dân Trung Quốc. Ông là người Tạng.

Trong những năm trước khi Tây Tạng trở thành một đơn vị hành chính chính thức của Trung Quốc (1956 - 1965), Ủy ban trù bị Khu tự trị Tây Tạng là cơ quan hành chính của Tây Tạng, thủ trưởng danh nghĩa là Đạt-lai Lạt-ma thứ 14 Tenzin Gyatso (1956 - 1964), Ban-thiền Lạt-ma thứ 10 Choekyi Gyaltsen (1959 - 1964) và Ngapoi Ngawang Jigme. Sau đó, một phần người Tạng ở Tây Tạng cùng Tenzin Gyatso đã rời khỏi Trung Quốc, lưu vong chủ yếu ở Dharamsala. Từ đó đến nay, Tenzin Gyatso kiên quyết hướng về việc giành lại độc lập cho Tây Tạng.